# زانادو
زانادو (فرانسوی: Xanadu‎) یک مجموعهٔ تلویزیونی درام فرانسوی است که در سال ۲۰۱۱ منتشر شد و در بریتانیا و آمریکا هم پخش شد.

## گزیدهٔ بازیگران
- الکس لوتس
- ژولین بواسلیه
- سوان آرلو
- نورا آرنزدر
- گایا برمانی آمارال
- سولنی ریگو
- آدری باستین
- دِبورا رِوی